# Izaiáš (jméno)
Izaiáš je mužské jméno hebrejského původu (hebrejsky יְשַׁעְיָה, Ješaja či יְשַׁעְיָהו, Ješajahu, Hospodin je spása). Anglická verze je Isaiah, španělská verze je Isaías.

## Známí nositelé
- Izajáš – prorok
- Isaias Afewerki – etiopský prezident
- Sir Isaiah Berlin – filozof a historik
- Izaiáš Cibulka – konsenior jednoty bratrské
- Isaia Giancarlo – italský endokrinolog
- Isaia Lando – italský pediatr a chirurg
- Ješajahu Leibowitz – izraelský myslitel
- Isaiah Rankin – africký fotbalista
- Izaiáš Slaninka – český pravoslavný duchovní
- Isaiah Thomas – americký basketbalista
- Isaia Toeava – novozélandský ragbista
- Isaiah Washington – americký herec
- Izaiáš Poustevník – palestinský poustevník a asketický spisovatel

## Další
- Ztracený Isaiah